# دفلى كبيرة الأزهار

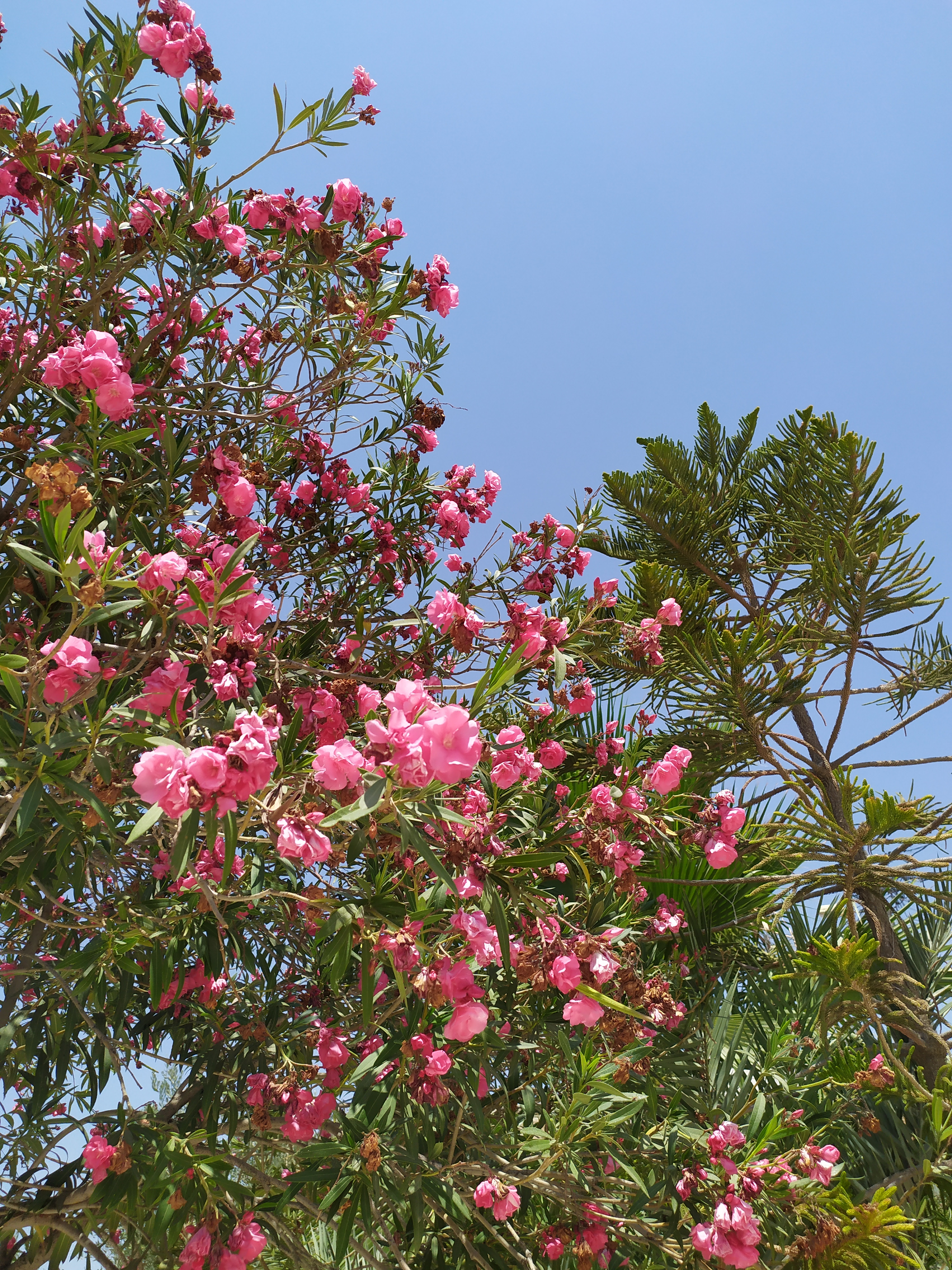
شجرة دفلى

دفلى كبيرة الأزهار (الاسم العلمي:Nerium grandiflorum) هي نوع غير مؤكد من النباتات تتبع جنس الدفلى من الفصيلة الدفلية.